# De Fontein (Cadier en Keer)
De Fontein is een bron in de Nederlandse gemeente Eijsden-Margraten. De bron ligt in droogdal de Dorregrubbe ten zuidwesten van Cadier en Keer in het gebied van het Savelsbos. Het gebied ligt aan de westelijke rand van het Plateau van Margraten in de overgang naar het Maasdal. Ter plaatse duikt het plateau een aantal meter steil naar beneden.
Aan de noordwestzijde van de bron stijgt het plateau steil op met de hier gelegen Riesenberg. Aan de zuidoostzijde van de bron loopt de noordoost-zuidwest georiënteerde Dorregrubbe waardoor een van de twee historische routes van Cadier en Keer naar Gronsveld liep. De ander liep via de Hotsboom en Groeve de Hel.
In het gebied van het Savelsbos zit het grondwater erg diep, waardoor er nauwelijks bronnen zijn. De Fontein is hierop een uitzondering, maar de bron geeft niet altijd water. Dan geeft de bron een aantal jaren water, dan weer een aantal jaar staat ze droog.

## Geschiedenis
In 1805 werd de bron ontdekt en toen de bron in 1806 krachtig stroomde kende men geneeskrachtige werking toe aan het bronwater. Er ontstond toen een grote toeloop van mensen voor het zogenaamde geneeskrachtige water.
Rond het midden van de 19e eeuw verdroogde de bron geleidelijk aan en verdween de toeloop.
Aan het begin van de 20e eeuw begon het water van de bron weer te stromen, maar er kwam geen toeloop meer van mensen.